# Pterodroma ultima
El petrel de Murphy o fardela de Murphy (Pterodroma ultima), es una especie de ave procelariforme de la familia de los proceláridos (Procellariidae). 
Se sabe muy poco sobre esta especie. Se reproduce en el Pacífico sur,  anidan en islotes rocosos y acantilados frente a las islas oceánicas tropicales de Tuamotu y el grupo de las islas Pitcairn. Se han registrado avistamientos frente a las costas de las islas de Hawái y frente a la costa del Pacífico de los Estados Unidos.